# 169. strelska divizija (ZSSR)
169. strelska divizija (izvirno rusko 169. стрелковая дивизия; kratica 169. SD) je bila strelska divizija Rdeče armade v času druge svetovne vojne.

## Zgodovina
Divizija je bila ustanovljena leta 1939 v Vinici.